# Viktor z Metternichu
František Karel kníže z Metternich-Winneburgu, známější jako Viktor z Metternichu (německy Viktor von Metternich-Winneburg, 12. ledna 1803 - 30. listopadu 1829, Vídeň) byl rakouský šlechtic, c.k. komorník, diplomat, rytíř Maltézského řádu, syn významného politika a diplomata Klemense Václava z Metternichu.

## Životopis
Narodil se jako František Karel Viktor Arnošt Lothar Klemens Josef Antonín Adam princ z Metternich-Winneburgu. Byl nejstarším z dětí významného diplomata knížete Klementa Václava z Metternichu I. a jeho manželky, hraběnky Marie Eleonory z Kounic.
Jeho otec Klemens Václav z Metternichu byl významný politik, vykonával úřad rakouského státního kancléře a diplomat evropského významu, byl iniciátorem Vídeňského kongresu a následného programu obnovy Evropy.
František Karel Viktor měl další vlastní i sourozence, z nichž dospělosti se dožili:
- Marie Leopoldina (1797-1820), provdaná 15. září 1817, za knížete Josefa Esterházyho z Galanty (1791-1847);
- Klementina (1804-1820);
- Marie Antonie (1806-1829);
- Leontina (1811-1861), provdaná 8. února 1835 za hraběte Mořice Alexandra ze Szlavnicze (1805-1878), měli děti;
- Hermína (1815-1890) kanovnice v Savojském institutu šlechtičen (Savoysche Damenstift) ve Vídni.
- Richard Klemens z Metternichu (1829-1895), nevlastní bratr diplomat
- Melanie Marie (1832-1919), nevlastní sestra (matka Melanie Marie ze Zichy-Ferraris)
- Pavel Klemens Lotar z Metternichu (1834-1906), nevlastní bratr (matka Melanie Marie ze Zichy-Ferraris)
- Lothar Štěpán (1837-1904), nevlastní bratr (matka Melanie Marie ze Zichy-Ferraris)

V roce 1821 se jeho učitelem stal Ernst Niebauer. 
Kolem roku 1822 navázal vztah s Claire Clémence de Maillé de La Tour-Landry, manželkou vévody z Castries. Z tohoto vztahu se v roce 1827 narodil syn Roger Armand.  
Stejně jako jeho otec se František Karel Viktor rozhodl pro diplomatickou kariéru. V prosinci 1825 ho císař František I. jmenoval do funkce atašé na velvyslanectví u francouzského krále v Paříži.
Byl majitelem panství Kojetín po své matce.
Ke konci roku 1828 se u Viktora objevily zdravotní problémy. Strávil nějaký čas v Neapoli s cílem zlepšit své zdraví.
V lednu 1829 se z druhého manželství jeho otce s Marií Antonií z Leykamu narodil jeho další nevlastní bratr Richard Klemens.

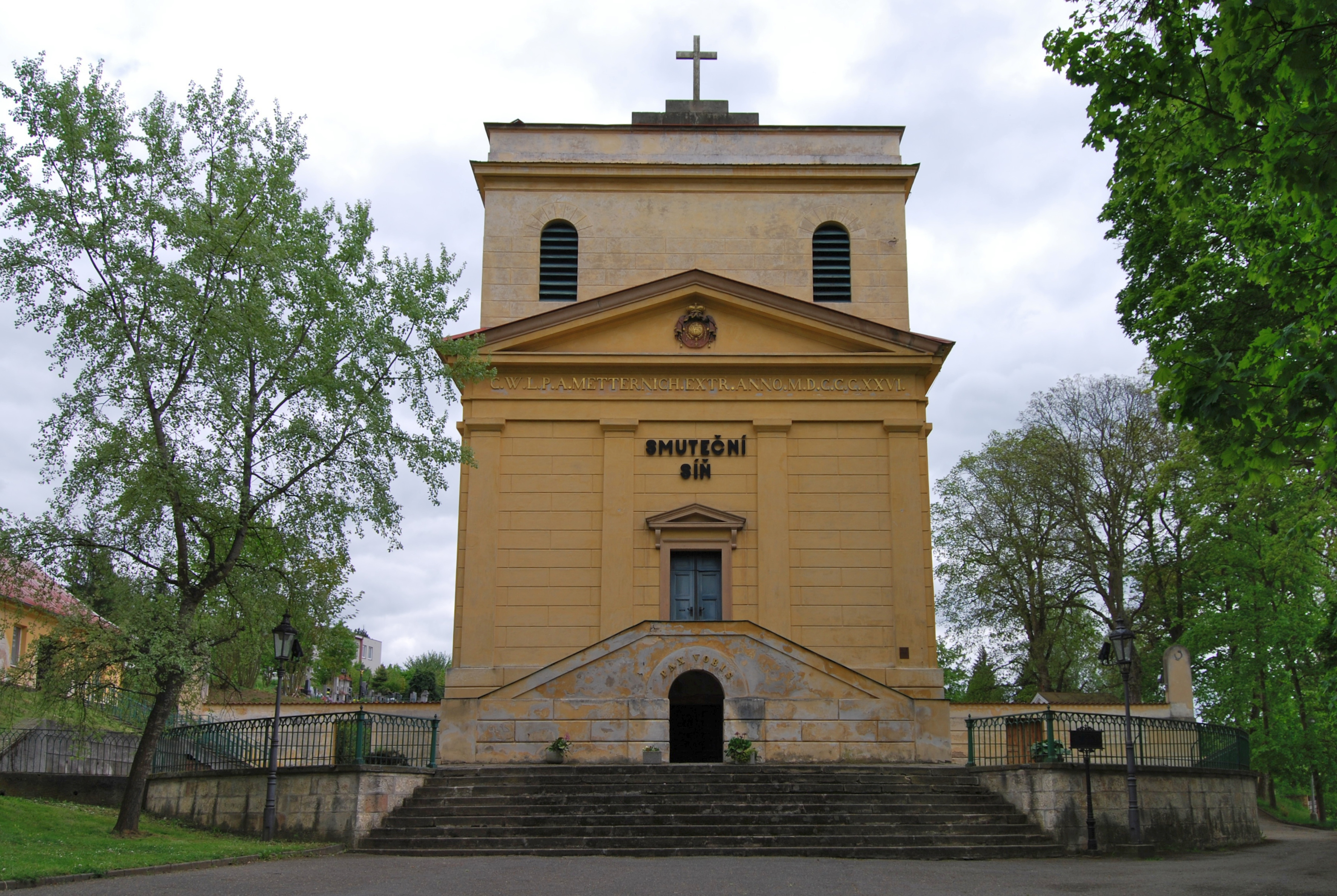
Rodová hrobka Metternichů v Plasích, místo posledního odpočinku knížete.

Kníže František Karel Viktor z Metternich-Winneburgu zemřel ve Vídni 30. listopadu 1829 ve věku 26 let. Jeho ostatky byly převezeny do rodové hrobky v Plasích na Plzeňsku a syn Roger Armand zůstal v opatrovnictví jeho otce.

## Řády a úřady
- Rytíř Řádu svatého Jana Maltézského.
- císařský komorník (1825)
- Velvyslanec rakouského císaře v Francii (1825-1828?)